# Hainan Airlines
Hainan Airlines é a maior companhia aérea privada chinesa com sede e base em Haikou, no Aeroporto Internacional de Haikou Meilan, China. Em 2012, a aviação transportava 23,37 milhões de passageiros.

## Historia
A empresa foi fundada em 1993 e começou os serviços aéreos dia 13 de maio do mesmo ano. Hainan Airlines faz parte do HNA Group, que tem mais aviações no seu registro, mas está principalmente envolvida no negócio de hotéis, no entanto. A maior acionista da Hainan Airlines, com 48%, é a Grand China Air, controlada indiretamente pelo governo da província de Hainan. Em outubro de 2014, a Hainan Airlines ganhou os World Travel Awards (WTA) de 2014 com o prémio "Melhor Business Class 2014 da Ásia".

## Destinos
Hainan Airlines voa principalmente para destinos domésticos,além de Hong Kong e Macau. Os dois principais aeroportos centrais são o Aeroporto Internacional de Pequim-Capital e Haikou. No entanto, a Hainan Airlines também tem vários destinos internacionais, que abrangem o Extremo Oriente,o Sudeste Asiático, alguns dos principais aeroportos da Europa e da América do Norte e Oceania . A Hainan Airlines abriu quase 500 rotas de voos domésticos e internacionais, chegando a quase 90 destinos.

## No Brasil
Em agosto de 2017 a empresa, em parceria com a Azul Linhas Aéreas, anunciou que iria voar para o Brasil. A rota será entre Pequim, na China, para o Aeroporto Internacional do Recife, com escala em Lisboa, Portugal. A chinesa transportará os passageiros até o Recife enquanto a Azul transportará os passageiros para seus destinos finais no Brasil, partindo de seu centro de operações na capital pernambucana.

## Codeshare
Hainan Airlines tem acordo de codeshare com a Garuda Airlines, Oasis Hong Kong Airlines, Brussels Airlines e Rossiya.

## Frota

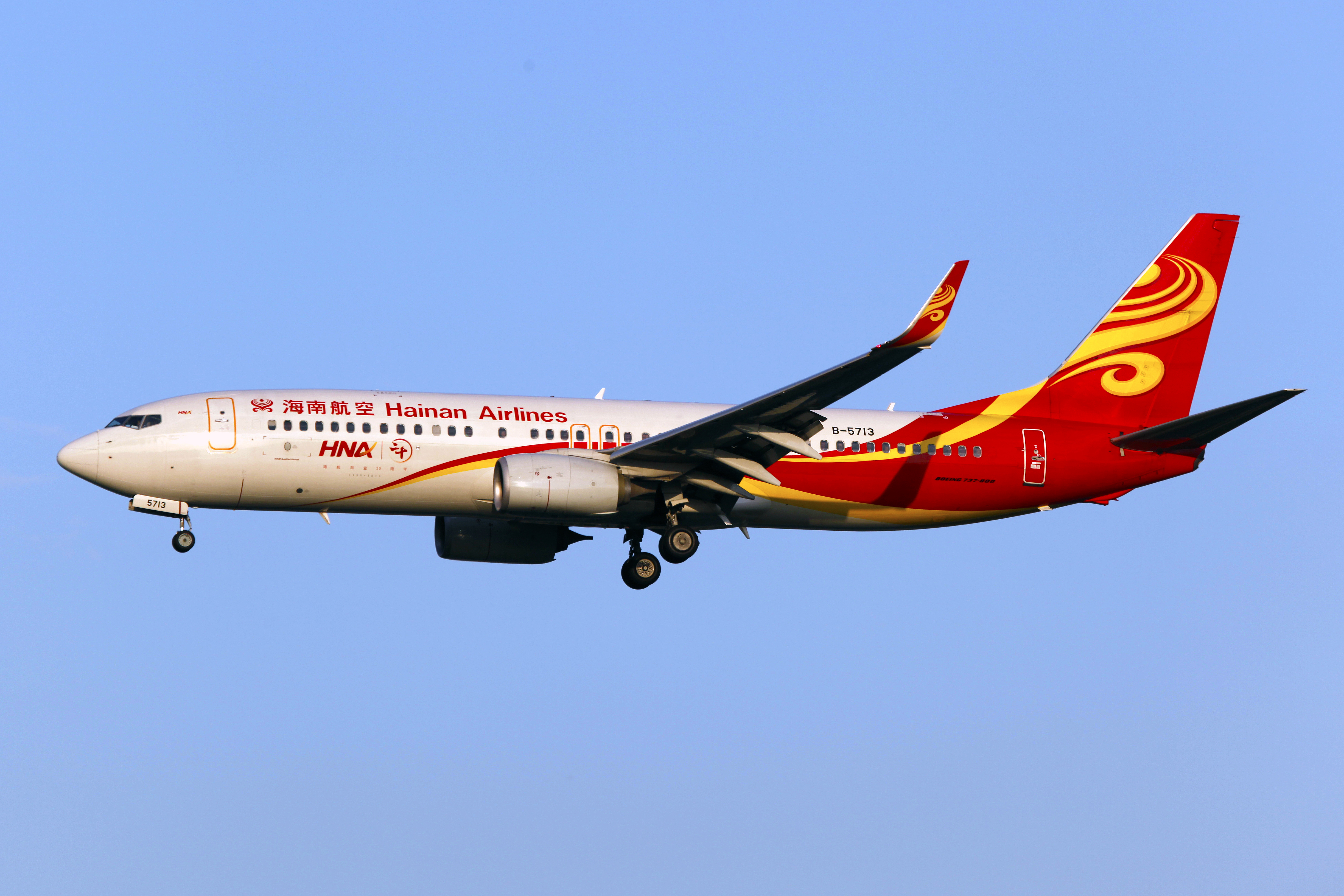
Boeing 737-800 da Hainan Airlines.

Em 16 de Setembro de 2018, a frota da Hainan era composta por:
| Aeronave        | Ativo | Pedidos | Notas                               | Assentos     |
| --------------- | ----- | ------- | ----------------------------------- | ------------ |
| Airbus A320-200 | --    | 04      |                                     | - aberto -   |
| Airbus A330-200 | 0 9   |         |                                     | 222 (36/186) |
| Airbus A330-300 | 018   | 6       |                                     | 292 (32/260) |
| Boeing 737-700  | 20    |         |                                     | 128 (8/120)  |
| Boeing 737-800  | 153   |         | 102 com winglets equipados          | 164 (8/156)  |
| Boeing 737MAX 8 | 5     | 1       |                                     |              |
| Boeing 787-8    | 10    |         | primeira entrega em 5 de julho 2013 | 213 (36/177) |
| Boeing 787-9    | 17    | 6       |                                     | - aberto -   |
| Comac C919      | --    | 5       |                                     | - aberto -   |
| Total           | 214   | 22      |                                     |              |